# Понтифекс
Понтифекс (pontifex – буквално: „строител на мостове“) – в древен Рим първоначално четирима уредници, които се грижели за поддържането на старите мостове и за строителството на нови. По-късно човек, който се занимава с церемонии и религиозни ритуали (като жертвоприношения).
Докато понтифекс е латинското наименование, думата се среща и като понтиф – от английски и френски, както и като понтифик – от руски език.
Жреческата колегия на понтифексите, служители на култа, но не на отделно божество, а на цялото частно и обществено богослужене, била учредена според преданията от втория римски цар, Нума Помпилий. Ръководителят ѝ се наричал Pontifex maximus. Резиденцията му – старият царски дворец – се намирала на Форума. Според римския писател Варон (116–17 г. пр.н.е.), един от първите царе на Рим, Анк Марций, който бил също и главен жрец на града, построил първия дървен мост през Тибър – Ponte Sublicio – с цел да се стига до храма на другия бряг на реката. Този мост е бил смятан за свещен, защото на него са се извършвали жертвоприношения и други ритуали. Броят на понтифексите се увеличил най-напред на 8, а при диктатурата на Сула достигнал до 15 – 7 патриции и 8 плебеи. Впоследствие римските императори си присвоили титлата Pontifex maximus, по подобие на император Октавиан Август.
„Понтифекс“ може да се разбира и като този, който е мост между земния свят и боговете. В това ѝ значение се е използвала за папите, и понякога за епископите. В най-общ смисъл в религията означава първосвещеник или глава на църквата.